# Mangonia
Mangonia é um género botânico pertencente à família Araceae.